# Linea Aspera
Linea Aspera est un groupe de dark wave et de cold wave formé en 2011 à Londres, en Angleterre. Duo musical, il est composé de la chanteuse Zoè Zanias (en) (née Alison Lewis) et de Ryan Ambridge aux synthétiseurs. Zanias écrit les paroles tandis qu'Ambridge compose, mixe et produit les enregistrements,.

## Historique
Alison Lewis alias Zoè Zanias et Ryan Ambridge créent Linea Aspera en novembre 2011, alors que les deux artistes étudient à Londres, Zanias venant de déménager à Londres pour étudier l'archéologie. En janvier 2012, une cassette audio en extended play est auto-publiée, intitulée Linea Aspera EP. Cet EP est décrit par le site Web Burning Flame comme leur favori de leur Top 20 de 2012. Signé chez le label Dark Entries Records, le premier album du groupe, Linea Aspera LP, sort le 25 septembre 2012. L'album contient des réenregistrements de l'EP ainsi que des nouvelles chansons, il a été également salué par la critique. Sorti en numérique et en vinyle par Dark Entries, un CD est produit par la société allemande Genetic Records. 
Après plusieurs concerts en Europe, Linea Aspera se dissout en 2013, alors que le groupe est considéré comme à l'avant garde de la résurgence de la scène minimal wave, ayant influencé d'autres groupes tel que Boy Harsher. Zoè Zanias, installée à Berlin, forme alors Keluar avec Sid Lamar puis décide de se lancer en solo sous pseudo de Zoè Zanias.
Compilation Excavation, une compilation d'anciens titres datant de fin 2011 à 2012, est publiée le 19 janvier 2017. Une autre compilation sort, le 27 juin 2019, sous le nom de Preservation Bias reprenant des musiques parues dans Linea Aspera II. 
Le 16 septembre 2019, Linea Aspera annonce leur reformation sur leur page Facebook avant de réaliser de multiples concerts en Europe.
En 2020, ils publient leur second album Linea Aspera LP II,. Les chansons de l'albums ont été composés à distance à cause de la pandémie de Covid-19.

## Style musical
La musique de Linea Aspera est influencée par les groupes électroniques des années 1980 et adopte une esthétique cold wave, malgré l'absence de guitare. Un critique note en janvier 2012 que leur musique sonne « très années 80 », et qu'ils s'inscrivent dans la culture de la musique underground à Londres.
La musique est principalement jouée sur des synthétiseurs analogiques ; les autres instruments et logiciels sont rarement utilisés. Le matériel du duo se compose des synthétiseurs Roland SH-09, Roland Juno 6, Vermona DRM MKiii, Korg Poly 800 et Analogue Solutions Semblance. 
La voix éthérée de Zanias a été décrite comme envoûtante, sombre, puissante, tristement mélodique, effrayante, cristalline et distinguée,. 

## Discographie
| Titre                  | Date de sortie    | Longueur      | Label        | Formats                          |
| ---------------------- | ----------------- | ------------- | ------------ | -------------------------------- |
| Linea Aspera EP        | 28 janvier 2012   | Extended Play | Auto-publié  | Cassette                         |
| Linea Aspera II        | 27 juillet 2012   | Extended Play | Auto-publié  | Cassette                         |
| Linea Aspera LP        | 25 septembre 2012 | Long Play     | Dark Entries | Disque vinyle 12", CD, Numérique |
| Compilation Excavation | 19 janvier 2017   | Extended Play | Auto-publié  | Numérique                        |
| Preservation Bias      | 27 juin 2019      | Long Play     | Dark Entries | Vinyle, Numérique                |
| Linea Aspera LP II     | 7 septembre 2020  | Long Play     | Dark Entries | Vinyle, Numérique                |
| Mycelium               | 10 octobre 2024   | Single        | Auto-publié  | Numérique                        |